# フランスの州 (フランス革命以前)
フランスの州（province, ancienne province）は、かつてのフランスにおける地方行政区分であり、フランス革命の際に全廃され、県に置き換えられた。現在では地域圏の名称（もしくはその一部）として復活したものもあり、また公的な行政区分として使われていないものでも、慣例的な地方の名称として用いられている場合もある。
州はフランス王領に組み込まれた歴史的経緯などとの関係もあって、大きさがかなり異なっていた。現在の県の一部分に過ぎないものもあれば、現在の地域圏とほぼ同じ大きさのものもあった。
なお、州（プロヴァンス、province）の語源はラテン語のプロウィンキア（provincia:属州）であるが、同じ語源の州名プロヴァンス（Provence）とは綴りが異なるので注意が必要である。

## フランスの州の一覧

### フランス領の拡大年譜
以下はフランス王領に組み込まれた年代順に番号付けしたものである（一部はフランス革命後に併合された領土も含む）。カッコ内は組み込まれた年と州都をあらわしている。
1. イル＝ド＝フランス（王領）（987年、パリ）
2. ベリー公領（1101年、ブールジュ）
3. オルレアネー公領（1198年、オルレアン）
4. ノルマンディー公領（1204年、ルーアン）
5. ラングドック（1270年、トゥールーズ）
6. リヨネー（1313年、リヨン）
7. ドーフィネ（1343年、グルノーブル）
8. シャンパーニュ伯領（1361年、トロワ）
9. オーニス（Aunis）（1371年、ラ・ロッシェル）
10. サントンジュ（Saintonge）（1371年、サント（Saintes））
11. ポワトゥー（1416年、ポワチエ）
12. アキテーヌ公領（1453年、ボルドー）
13. ブルゴーニュ公領（1477年、ディジョン）
14. ピカルディ（1482年、アミアン）
15. アンジュー（1482年、アンジェ）
16. プロヴァンス伯領（1482年、エクス（エクス＝アン＝プロヴァンス））
17. アングーモワ伯領（1515年、アングレーム）
18. ブルボネー伯領（Duche Bourbonnais）（1527年、ムーラン）
19. マルシュ（1527年、ゲレ）
20. ブルターニュ公領（1532年、レンヌ）
21. メーヌ伯領（1584年、ル・マン）
22. トゥレーヌ（1584年、トゥール）
23. リムーザン（1589年、リモージュ）
24. フォワ伯領（1607年、フォワ）
25. オーヴェルニュ公領（1610年、クレルモン＝フェラン）
26. ベアルン子爵領（1620年、ポー）
27. アルザス（1648年、ストラスブール）
28. アルトワ伯領（1659年、アラス）
29. ルシヨン（1659年、ペルピニャン）
30. フランス領フランドル（Flandre francaise）（1668年、リール）
31. フランシュ＝コンテ（1678年、ブザンソン）
32. ロレーヌ公領（1766年、ナンシー）
33. コルシカ（1768年、アジャクシオ）
34. ニヴェルネ公領（1789年、ヌヴェール）
35. ヴネサン伯領（ローマ教皇の封土）（1791年、アヴィニョン）
36. ミュルーズ（1798年）
37. サヴォワ公領（1860年、シャンベリ）
38. ニース伯領（1860年、ニース）
39. モンベリアル伯領（1816年、モンベリアル）

### フランス革命時点での州区分
いくつかの州はその中でさらに細かく分かれる。
- アルザス州
- アングーモワ州
- アンジュー州
- アルトワ州
- オーニ州（Aunis）
- オーヴェルニュ州
- バス＝ナヴァール州
- ベアルン州
- ボージョレ州
- ベリー州
- ブルゴネ州
- ブルゴーニュ州
- ブレッス州
- ブルターニュ州

- シャンパーニュ州
- コルス州
- ドーフィネ州
- フランドル州（Flandre francaise）
- フォワ州
- フォレ州（Forez）
- フランシュ＝コンテ州
- ガスコーニュ州
- ギュイエンヌ州
- イル＝ド＝フランス州
- ラングドック州
- ランドー州（Landau）
- リムーザン州
- ロレーヌ州

- リヨネー州
- メーヌ州
- マルシュ州
- ニヴェルネ州
- ノルマンディ州
- オルレアネ州
- ペルシュ州（Perche）
- プロヴァンス州
- ルシヨン州
- サントンジュ州
- トゥレーヌ州
- トロワ＝ゼベッシェ州（Trois-Eveches）

### フランス革命時点ではフランスに帰属していなかった地域・都市
- アヴィニョン教皇領土
- ミュルーズ
- ニース伯領
- サヴォワ
- タンド（Tende）
- ラ・ブリーグ（La Brigue）
- イゾラ